# Carlo Boni
Carlo Boni (Modena, 20 febbraio 1830 – Salsomaggiore Terme, 18 agosto 1894) è stato un naturalista e archeologo italiano.

## Biografia
Carlo Boni nacque a Modena nel 1830 da Egidio Boni, medico, e da Teresa Medici. Dopo avere intrapreso gli studi presso i Gesuiti, si iscrisse nel 1847 nel convitto legale dell’Ateneo modenese conseguendo l’abilitazione nell’esercizio del notariato e, nel 1851, la laurea. Nonostante l’avvio del praticantato presso il patriota Giulio Reggianini, ben presto abbandonò gli studi forensi per dedicarsi alle scienze naturali, una passione ereditata dall’abate Lazzaro Spallanzani, zio della madre. Proprio in quegli anni, prevalentemente grazie all’interesse di studiosi naturalisti, in Emilia prendeva forma e sostanza la paletnologia italiana e Carlo Boni interpreta in modo esemplare quell’approccio scientifico e classificatorio all’archeologia, che impronterà il Museo civico di Modena, del quale fu fondatore e primo direttore nel 1871.

## L’interesse per le scienze naturali
Carlo Boni intraprese molto precocemente la raccolta, lo studio e la classificazione di reperti naturalistici del Modenese, per poi arricchire le sue collezioni con scambi e acquisti in Italia e all’estero di minerali, rocce, fossili, molluschi. Quando i Gesuiti abbandonarono Modena, nel 1859, gli affidarono le loro collezioni e Boni le custodì con cura per poi consegnarle a Pietro Doderlein, direttore del Museo Universitario di Storia Naturale di Modena. Dopo la fondazione del Museo Civico donò all’istituto quanto rimaneva delle sue raccolte, che tuttavia vennero progressivamente frammentate fra il Liceo Muratori e il Museo Universitario di Mineralogia. Frutto dei suoi studi naturalistici è la monografia Catalogo dei Molluschi del Modenese pubblicata nel 1869 negli Atti dell’Accademia di Scienze Lettere e Arti di Modena.

## L’interesse per l’archeologia
Carlo Boni ben presto estese i suoi interessi anche all’archeologia, dedicandosi, già prima di assumere la direzione del Museo, alle ricerche nelle terramare e in particolare, dal 1868, agli scavi della Terramara di Montale e successivamente a scavi di età romana, fra i quali quello della villa della Scartazza, da lui individuata nel 1877. Diversamente dal suo successore alla direzione del Museo, Arsenio Crespellani, che aveva una spiccata vocazione per lo studio del territorio, Boni aveva una formazione naturalistica che favoriva un approccio scientifico e classificatorio e una particolare attenzione alla successione degli strati. Le sue raccolte di archeologia, al momento della fondazione, furono donate al Museo. Svolse con costanza un’azione di sensibilizzazione nei confronti dei proprietari terrieri e degli agricoltori fornendo loro misure da adottare per prevenire danneggiamenti di contesti archeologici e per identificarne la natura, oltre a raccomandarne la comunicazione e la consegna dei reperti alle istituzioni.

## La fondazione del Museo civico di Modena

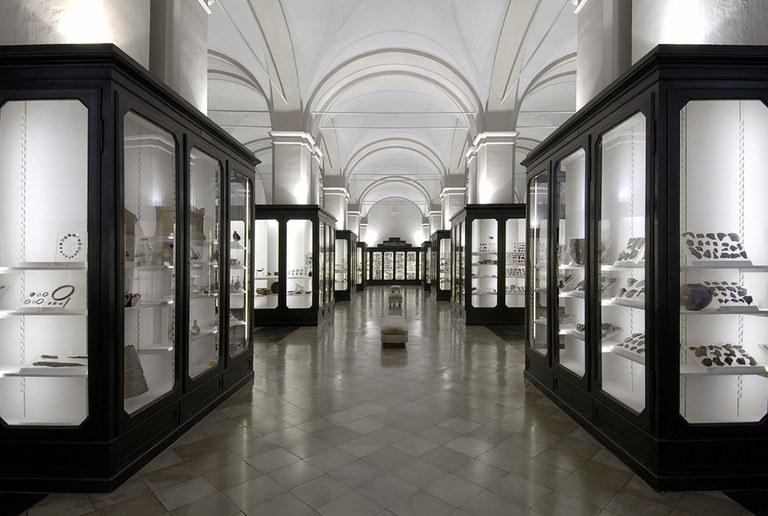
Sala Archeologia, Museo civico di Modena, allestimento attuale

Carlo Boni fu il fondatore e primo direttore del Museo civico di Modena, carica che gli venne affidata nel 1871 dall’amministrazione cittadina. L’istituto nacque nell’ambito delle nuove e rivoluzionarie concezioni evoluzionistiche e positiviste che attraversavano l’intera Europa e che determinarono la nascita di una nuova disciplina, la Paletnologia. In Emilia il dibattito si incentrò sulle terramare che da alcuni anni si andavano scoprendo nelle campagne. Modena svolse un ruolo di primo piano con figure di intellettuali che da una parte rimanevano ancorati ad ambienti conservatori e a una dimensione di studi storico antiquaria, come Mons. Celestino Cavedoni, dall’altra erano aperti ad una prospettiva europea di progresso scientifico. Fra questi emergeva la figura di Giovanni Canestrini, direttore dal 1862 del Museo di Storia Naturale dell’Università e primo traduttore italiano, insieme a Leonardo Salimbeni, dell'Origine delle Specie di Darwin. Il Canestrini, che fin dal 1863 aveva indirizzato le sue ricerche sulle terramare modenesi, aveva ottenuto dall’amministrazione comunale di Modena un finanziamento per condurre ricerche in alcune di queste e verificarne l’origine preistorica.
La raccolta messa insieme da Canestrini costituì il primo nucleo del Museo civico di Modena che, secondo Boni, doveva rispondere a una serie di istanze pratiche: dare ricovero ai materiali archeologici che rischiavano di disperdersi nelle collezioni private, favorirne la consultazione e lo studio, vincolare alla città le raccolte per evitarne il decentramento in forza della legislazione dello stato unificato, presentarsi come istituzione all’imminente Congresso di Antropologia e Archeologia Preistorica di Bologna, al pari di altre città vicine, come Reggio Emilia e Parma. Il progetto di Carlo Boni, oltre ad assolvere queste istanze, era fin dall’inizio orientato a una visione del nuovo istituto come “museo della città e per la città”, che doveva “accogliere e conservare tutto quanto poteva interessare l’intera popolazione”, destinato pertanto a rappresentare la memoria e l’identità cittadina. Nel corso di alcuni anni il Museo civico di Modena assunse quell’impronta pluridisciplinare e poliedrica che tuttora lo contraddistingue.
Nel primo dei suoi dettagliati rapporti annuali al Consiglio Comunale identifica nella “Storia” e nell’”Industria” i due ambiti di incremento delle raccolte e negli anni successivi si spende per sollecitare donazioni e ottenere risorse per acquisti. Se ben presto risulterà evidente che il ramo dell’Industria richiede troppe risorse e spazi ben più ampi dei locali destinati al Museo dall’amministrazione comunale, intorno al 1875 Carlo Boni intraprende una raccolta etnologica come naturale complemento di quella preistorica, per comprendere i modi di vita delle popolazioni primitive del passato attraverso la comparazione dei manufatti dei cosiddetti “selvaggi viventi”. A queste prime raccolte se ne aggiungeranno altre grazie a scambi e acquisti con il Museo diretto da Luigi Pigorini a Roma e alle donazioni di esploratori modenesi di ritorno da paesi lontani.
Parallelamente Carlo Boni comincia a definire anche il profilo delle raccolte artistiche, grazie alle donazioni di numerosi modenesi tra i quali Giuseppe Campori e all’acquisizione di opere provenienti da chiese, case e istituti cittadini. Nel 1886 il trasferimento dell’istituto nel settecentesco palazzo già sede dell’Albergo delle Arti, e da allora Palazzo dei Musei, permette alla direzione di disporre di nuovi e più ampi spazi che ospitano prestigiose collezioni donate da nobili modenesi: quella di tessili antichi di Luigi Alberto Gandini, quella di strumenti musicali di Luigi Francesco Valdrighi, quella di armi di Paolo Coccapani Imperiali. Si delinea così quella funzione educativa che attribuiva alle raccolte artistiche il compito di fornire modelli esemplari agli artisti e artigiani del tempo.
L’ampliamento degli spazi museali sembrò rendere più concreto il progetto che Carlo Boni perseguiva dal 1874: annettere al Museo Civico la parte della raccolta estense relativa all’archeologia, che giaceva immagazzinata nel Palazzo Ducale. Tuttavia i rapporti sempre più conflittuali fra Stato e Comuni e l’opinione avversa espressa dal celebre storico dell’arte Adolfo Venturi, conservatore della Pinacoteca Estense, tolsero ogni speranza a Boni.
Alla sua morte, nel 1894, venne sostituito nella direzione del Museo da Arsenio Crespellani.
Nella scalinata del Palazzo dei Musei (Modena), che ospita anche il museo civico, c'è una lapide a lui dedicata a imperituro ricordo.

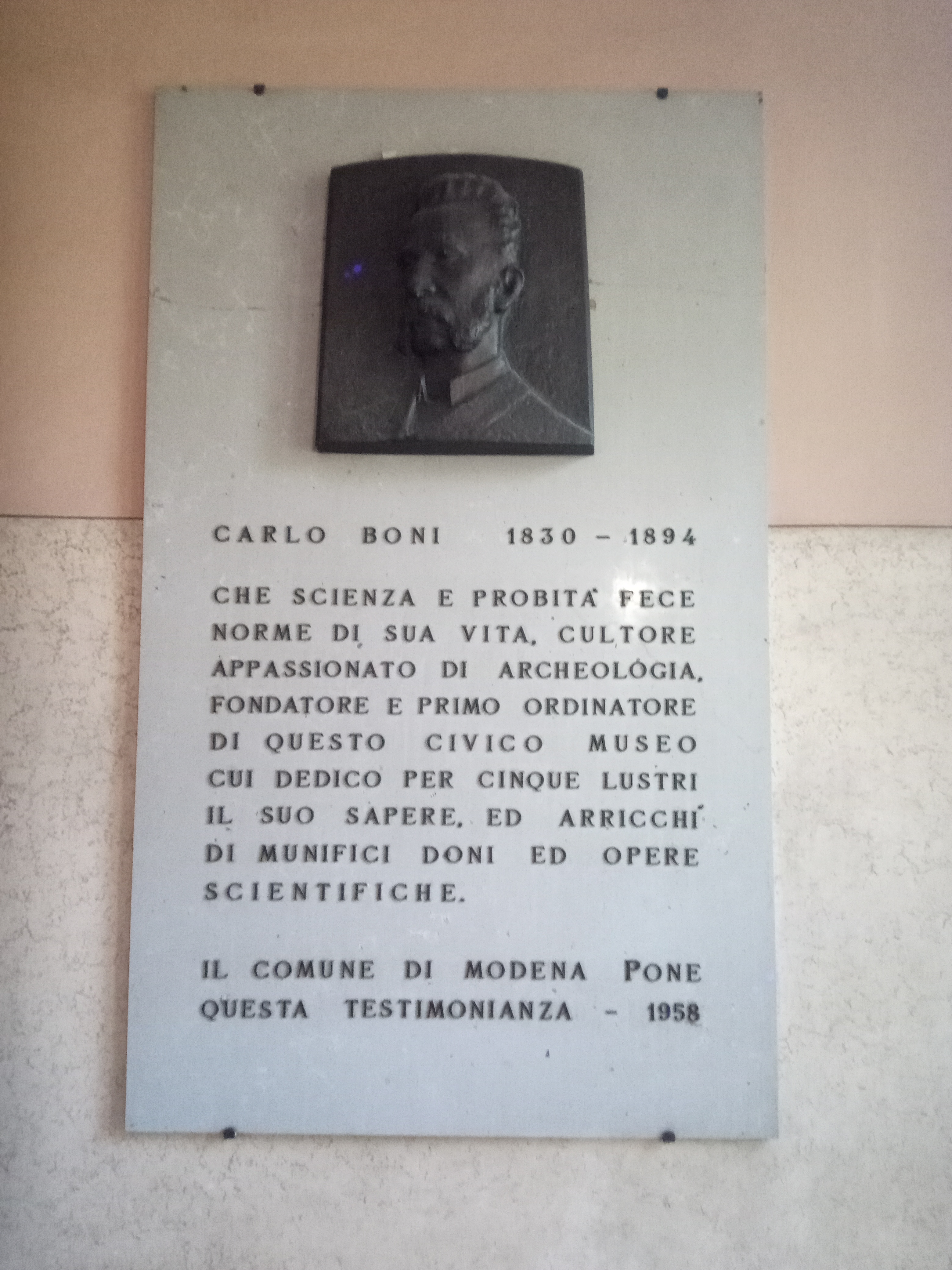
Lapide a Carlo Boni nella scalita del palazzo dei Musei di Modena

## Un intellettuale dai mille interessi
Oltre al suo impegno civico come membro del Consiglio e della Giunta Comunale di Modena dal 1865 al 1888, ricoprì numerose cariche. Socio fondatore, insieme a Giovanni Canestrini, e successivamente presidente della Società dei Naturalisti di Modena; membro della Reale Accademia di Scienze, Lettere e Arti, della Reale Deputazione di Storia Patria, della Commissione per la conservazione dei monumenti, della Commissione municipale per le epigrafi, Commissario della Giunta incaricata di riscontrare le collezioni artistiche donate da Francesco V, Preposto all’Opera Poletti, Membro della Società di Incoraggiamento per gli Artisti, Socio e presidente del Club Alpino, Socio onorario della R. Accademia di Belle Arti di Modena.